# FC Carl Zeiss Jena

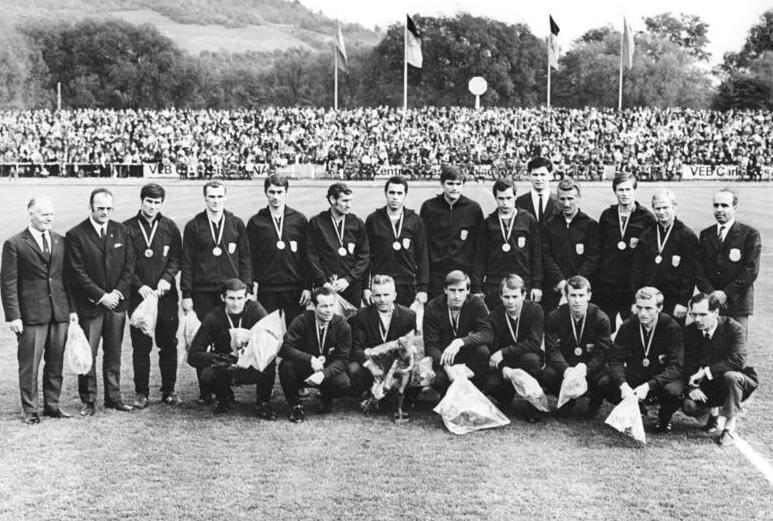
Team van 1970

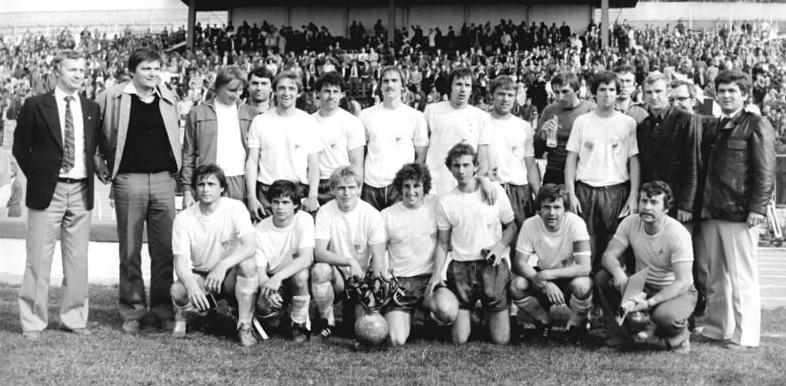
Team van 1980

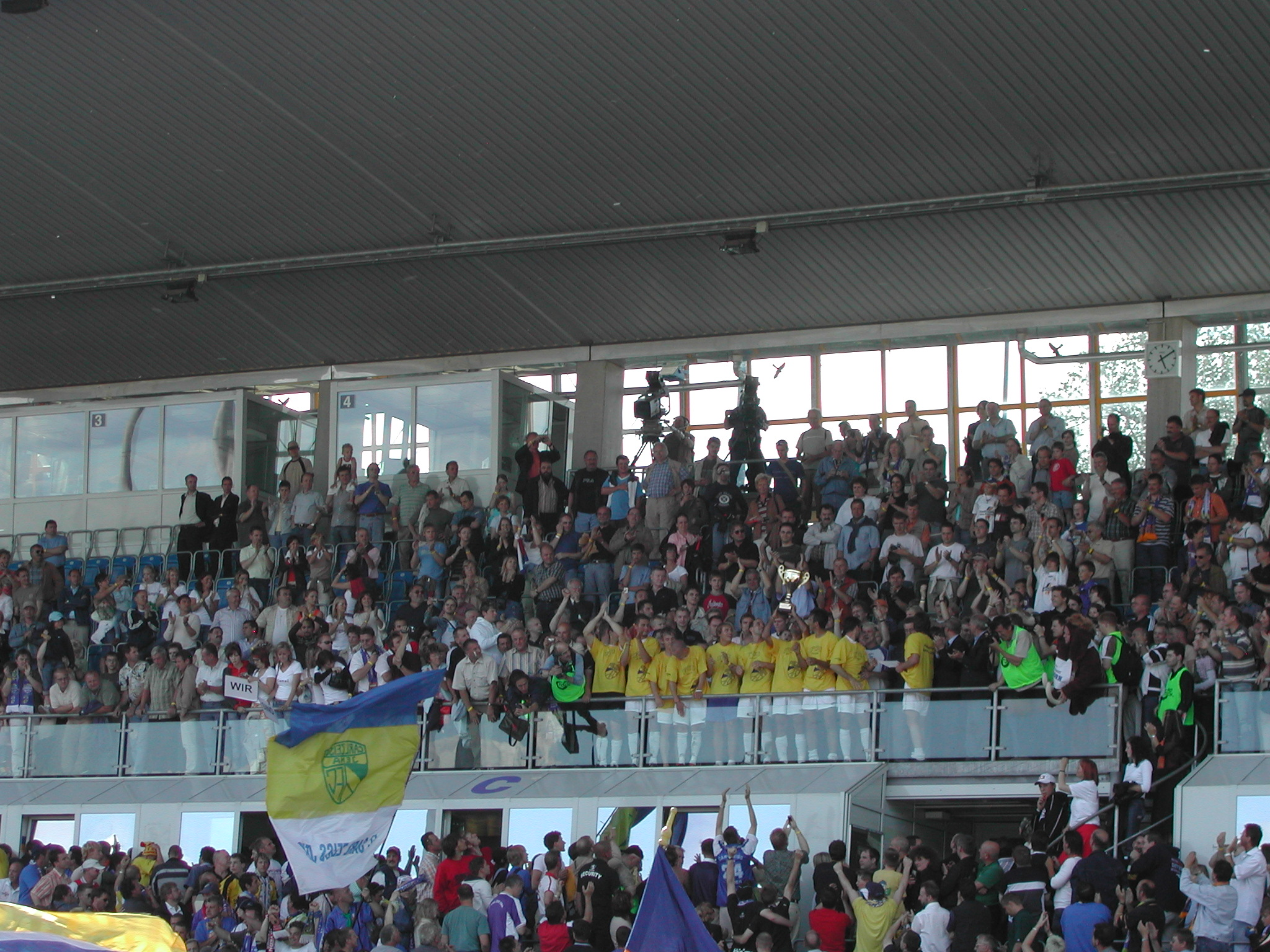
Kampioen in 2005

Carl Zeiss Jena is een Duitse voetbalclub uit Jena, in de deelstaat Thüringen.

## Geschiedenis

### FC Carl Zeiß Jena
Werknemers van de optische fabriek Carl Zeiss stichten de ploeg in 1903 als Fußball-Club der Firma Carl Zeiß. In 1911 werd de naam veranderd in Fußball-Club Carl Zeiß Jena.
De club was aangesloten bij de Midden-Duitse voetbalbond en speelde vanaf 1906 in de 2. Klasse Thüringen. Deze competitie werd in 1907 opgewaardeerd tot eerste klasse en de club werd vicekampioen achter SC Erfurt 1895. In 1908 werd de competitie in meerdere groepen opgedeeld. De club werd groepswinnaar en na een overwinning op FC Germania Mülhausen plaatste de club zich voor de finale, waar de club een pak rammel keer van SC Erfurt (7-1). Na dit seizoen ging de club in de nieuwe Oost-Thüringse competitie spelen.
In 1910 werd de club kampioen en nam zo voor het eerst deel aan de eindronde, maar werd meteen verslagen door Cricket-Viktoria Magdeburg. Een jaar later ging de club er opnieuw in de eerste ronde uit, deze keer tegen Hallescher FC Wacker. In 1911/12 won de club voor het eerst in de eindronde, maar na een 4:0 overwinning op Konkordia Plauen volgde een nederlaag tegen Erfurter SC. Een jaar later kon de club weer in de eerste ronde winnen, van SV 1901 Gotha, maar verloor ook nu in de tweede ronde, van Hallescher FC 1896. In 1914 doorbrak SC Weimar de hegemonie van de club in Oost-Thüringen waardoor ze niet aan de eindronde konden deelnemen.

### 1. SV Jena 03
In 1917 nam de club de naam 1. SV Jena 03 aan en werd dat jaar ook weer kampioen. Nieuw was dat de Thüringse clubs eerst onder elkaar uitmaakten wie naar de Midden-Duitse eindronde mocht. Jena versloeg Wacker Gotha maar verloor dan opnieuw van Erfurt. In 1918 werd TV Lion Weißenfels met 17-0 aan de kant gezet en werd Erfurt eindelijk verslagen. In de Midden-Duitse eindronde mocht de club meteen in de halve finale aantreden en verloor hier na verlengingen van Hallescher FC 1896 stootten.
In 1918 werd de competitie geherstructureerd. De competities van Noord-, Oost-, Zuid- en West-Thüringen en die van Wartburg werden verenigd in de Thüringenliga, vanaf 1919 Kreisliga Thüringen. Van 1920 tot 1922 werd de club vicekampioen, maar kon niet de titel willen. In 1923 werd de Kreisliga ontbonden de Oost-Thüringse competitie heringevoerd.
De club werd meteen weer kampioen en nam opnieuw deel aan de eindronde: na een overwinning op FC Wacker 1910 Gera volgde een nederlaag tegen Naumburger SpVgg 05. Een jaar later kende de club voor het eerst succes in de eindronde. Na overwinningen op SpVgg 04 Gera, 1. FC 1907 Lauscha, Wacker Halle en SV Guts Muts Dresden plaatste de club zich voor de finale tegen VfB Leipzig. Leipzig won met 2:0, maar vanaf dit jaar mochten er twee clubs naar de nationale eindronde, maar eerst moest Jena nog langs de winnaar van de vicekampioenen. Ze wonnen tegen SC Erfurt en traden zo voor het eerst in de schijnwerpers op nationaal vlak. Ze hadden de pech om de topclub van het moment te treffen in de eerste ronde, 1. FC Nürnberg, waardoor ze al vroeg uitgeschakeld werden. De volgende seizoenen zorgde Wacker Gera en SpVgg 06 Falkenstein voor een vroege uitschakeling. Dan volgde drie titels van SC Apolda waardoor het seizoen voor Jena telkens vroeg afgelopen was. In 1930/31 werd de club opnieuw kampioen en versloeg in de eindronde Naumburger SV 05, VfL 1911 Bitterfeld en FC Thüringen Weida en verloor dan in de halve finale van FC Preußen 1909 Langensalza. Nadat Apolda in 1932 nog de titel pakte werd Jena een jaar later andermaal kampioen, maar werd in de eindronde vroegtijdig uitgeschakeld door VfB Glauchau 1907.
In 1933 kwam de NSDAP aan de macht in Duitsland en zij herstructureerden het voetbal. De Midden-Duitse bond en zijn 24 competities werden ontbonden en vervangen door de Gauliga Mitte en Gauliga Sachsen. Enkel de kampioen uit Oost-Thüringen plaatste zich. Na een middelmatig eerste seizoen werd de club in 1934/35 verrassend kampioen en plaatste zich zo nog eens voor de nationale eindronde. In een groep met VfB Stuttgart, SpVgg Fürth en 1. Hanauer FC 1893 werd de club laatste. Ook het volgend seizoen won Jena de titel. In de eindronde zat de club nu in een groep met FC Nürnberg, VfR Wormatia Worms en Stuttgarter Kickers en eindigde gedeeld derde. De volgende seizoenen eindigde de club in de subtop tot een nieuwe titel volgde in 1939/40, waar de club 27 van de 28 punten behaalde. In de eindronde werd de club laatste in een groep met Dresdner SC, Eimsbütteler TV en VfL Osnabrück. Ook het volgende seizoen won de club nog de titel. In de eindronde werd Jena tweede in een groep met Hamburger SV en VfB Königsberg. De volgende drie jaar werd SV Dessau 05 kampioen. Het laatste seizoen van de Gauliga werd niet voltooid wegens het nakende einde van de Tweede Wereldoorlog.

### Tijdens DDR
Na het einde van de oorlog werden de Duitse sportverenigingen ontbonden door de geallieerden, maar in 1946 werd de ploeg heropgericht als SG Ernst Abbe Jena, genoemd naar Ernst Abbe, die ook veel betekende voor het bedrijf Carl Zeiss. Zoals zoveel Oost-Duitse clubs onderging de club enkele naamsveranderingen (zie onder). In 1950 werd de club een BSG.
Na de stichting van de DDR-Oberliga speelde de club in de 2de klasse in 1950, in het 2de seizoen werd de titel behaald en ging de club voor één seizoen naar 1ste. In 1954 werd in Oost-Duitsland het sportclubsysteem ingevoerd om de prestaties te verbeteren en de club werd geïntegreerd in SC Motor Jena. In 1956 promoveerde de club en werd vierde. In 1958 werd de club zelfs vicekampioen achter ASK Vorwärts Berlin. De volgende seizoenen eindigde de club in de subtop. Op 7 oktober 1960 speelde de club de finale van de allereerste FDGB-Pokal tegen SC Empor Rostock en won. Hierdoor mocht de club aantreden in de Europacup II 1961/62, waar ze pas in de halve finale gestopt werden door Atlético Madrid. In 1962/63 werd de club zelfs landskampioen.
In 1965 besloot de Oost-Duitse regering dat de voetbalafdelingen van de grootste sportclubs zelfstandig moesten worden. Zo ontstonden er tien FC's. Motor Jena nam de naam FC Carl Zeiss Jena aan. Reeds in 1967/68 werd de titel behaald. Na een vicetitel achter Vorwärts Berlin werd een jaar later opnieuw de titel gewonnen. In de volgende vijf jaar werd Jena vier keer vicekampioen, twee keer achter Dynamo Dresden en twee keer achter 1. FC Magdeburg. Ook hierna eindigde de club steevast in de subtop en speelde enkel in 1976/77 geen Europees voetbal. In 1980 won Jena de beker tegen FC Rot-Weiß Erfurt. Het seizoen erop werd de club vicekampioen achter Dynamo Berlin en versloeg in de Europacup II grote clubs als AS Roma, Valencia CF en Benfica op weg naar de finale, hierin was Sovjetclub Dinamo Tbilisi echter te sterk.
Na dit hoogtepunt ging het echter minder met de resultaten. In 1983/84 werd de club slechts tiende, hierna werd de club een middenmoter.

### Na Duitse hereniging
Na de Duitse hereniging werden de Oost-Duitse clubs in het seizoen 1991/92 bij de Bundesliga toegevoegd, Jena mocht in de 2. Bundesliga startten die voor dat seizoen in 2 groepen werd opgedeeld. Carl Zeiss eindigde knap op een gedeelde 2de plaats samen met 1. FC Saarbrücken, in de eindronde kon echter geen promotie werden afgedwongen.
In 1994 degradeerde de club echter naar de Regionalliga, de club kon terugkeren na één seizoen en bleef nog 3 jaar in de 2de klasse voetballen alvorens te degraderen. In de Regionalliga kon de club mee aan, maar na het seizoen 2000 werden de 4 Regionalliga's tot 2 herleid, waardoor de betere teams overbleven. De club werd 18de in het volgende seizoen en degradeerde. Na 4 seizoenen in de Oberliga kon de club terugkeren en na het seizoen 2005/2006 dwong de club zelfs opnieuw promotie af naar de 2. Bundesliga. In het seizoen 2007/2008 degradeerde de club naar de nieuw gevormde 3. Liga, waar ze tot 2012 speelden toen een nieuwe degradatie volgde. In het seizoen 2016/17 dwong Jena promotie naar de 3.Liga af. In de finale van de play-offs werd Viktoria Koln over twee duels verslagen.

## Erelijst
- DDR-Oberliga:

Kampioen: 1963, 1968, 1970
Vicekampioen: 1958, 1965, 1966, 1969, 1971, 1973, 1974, 1975, 1981
- Oost-Duitse beker:

Winnaar: 1960, 1972, 1974, 1980
Finalist: 1965, 1968, 1988
- Europacup II

Finalist: 1981
- Gauliga Mitte

1935, 1936, 1940, 1941
- Kampioen Oost-Thüringen

1910, 1911, 1912, 1913, 1917, 1918, 1924, 1925, 1926, 1927, 1931, 1933,
- Regionalliga Nordost

1995, 2017
- Oberliga Nordost

2005
- Thüringer Landespokal

1993, 1995, 1999, 2004, 2006, 2012, 2014, 2015, 2016, 2018, 2021, 2022, 2023

## Eindklasseringen
| Seizoen | №  | Clubs | Divisie                | Niveau | Duels | Winst | Gelijk | Verlies | Doelsaldo | Punten | Pokal        |
| ------- | -- | ----- | ---------------------- | ------ | ----- | ----- | ------ | ------- | --------- | ------ | ------------ |
| 1963–64 | 6  | 14    | DDR-Oberliga           | I      | 26    | 10    | 6      | 10      | 43–35     | 26     | halve finale |
| 1964–65 | 2  | 14    | DDR-Oberliga           | I      | 26    | 14    | 4      | 8       | 41–27     | 32     | Finale       |
| 1965–66 | 2  | 14    | DDR-Oberliga           | I      | 26    | 14    | 4      | 8       | 45–24     | 32     | 8e finale    |
| 1966–67 | 5  | 14    | DDR-Oberliga           | I      | 26    | 11    | 5      | 10      | 31–29     | 27     | kwartfinale  |
| 1967–68 |    | 14    | DDR-Oberliga           | I      | 26    | 17    | 5      | 4       | 51–19     | 39     | Finale       |
| 1968–69 | 2  | 14    | DDR-Oberliga           | I      | 26    | 13    | 6      | 7       | 43–22     | 32     | kwartfinale  |
| 1969–70 |    | 14    | DDR-Oberliga           | I      | 26    | 16    | 7      | 3       | 50–16     | 39     | kwartfinale  |
| 1970–71 | 2  | 14    | DDR-Oberliga           | I      | 26    | 14    | 5      | 7       | 58–29     | 33     | halve finale |
| 1971–72 | 4  | 14    | DDR-Oberliga           | I      | 26    | 12    | 7      | 7       | 42–34     | 31     |              |
| 1972–73 | 2  | 14    | DDR-Oberliga           | I      | 26    | 15    | 9      | 2       | 46–21     | 39     | 8e finale    |
| 1973–74 | 2  | 14    | DDR-Oberliga           | I      | 26    | 16    | 4      | 6       | 55–26     | 36     |              |
| 1974–75 | 2  | 14    | DDR-Oberliga           | I      | 26    | 17    | 4      | 5       | 42–23     | 38     | halve finale |
| 1975–76 | 5  | 14    | DDR-Oberliga           | I      | 26    | 11    | 7      | 8       | 50–43     | 29     | kwartfinale  |
| 1976–77 | 3  | 14    | DDR-Oberliga           | I      | 26    | 14    | 5      | 7       | 45–31     | 33     | halve finale |
| 1977–78 | 5  | 14    | DDR-Oberliga           | I      | 26    | 13    | 5      | 8       | 53–32     | 31     | 8e finale    |
| 1978–79 | 3  | 14    | DDR-Oberliga           | I      | 26    | 14    | 6      | 6       | 38–21     | 34     | 8e finale    |
| 1979–80 | 3  | 14    | DDR-Oberliga           | I      | 26    | 13    | 6      | 7       | 41–24     | 32     |              |
| 1980–81 | 2  | 14    | DDR-Oberliga           | I      | 26    | 16    | 4      | 6       | 57–29     | 36     | 8e finale    |
| 1981–82 | 5  | 14    | DDR-Oberliga           | I      | 26    | 14    | 4      | 8       | 49–27     | 32     | kwartfinale  |
| 1982–83 | 3  | 14    | DDR-Oberliga           | I      | 26    | 15    | 4      | 7       | 46–29     | 34     | halve finale |
| 1983–84 | 10 | 14    | DDR-Oberliga           | I      | 26    | 7     | 6      | 13      | 50–63     | 20     | halve finale |
| 1984–85 | 7  | 14    | DDR-Oberliga           | I      | 26    | 9     | 7      | 10      | 36–27     | 25     | 2e ronde     |
| 1985–86 | 3  | 14    | DDR-Oberliga           | I      | 26    | 9     | 13     | 4       | 32–18     | 31     | kwartfinale  |
| 1986–87 | 6  | 14    | DDR-Oberliga           | I      | 26    | 10    | 8      | 8       | 32–31     | 28     | 8e finale    |
| 1987–88 | 6  | 14    | DDR-Oberliga           | I      | 26    | 8     | 10     | 8       | 28–29     | 26     | Finale       |
| 1988–89 | 8  | 14    | DDR-Oberliga           | I      | 26    | 11    | 5      | 10      | 35–24     | 27     | kwartfinale  |
| 1989–90 | 5  | 14    | DDR-Oberliga           | I      | 26    | 11    | 8      | 7       | 29–27     | 30     | 8e finale    |
| 1990–91 | 6  | 14    | DDR-Oberliga           | I      | 26    | 12    | 4      | 10      | 41–36     | 28     | kwartfinale  |
|         |    |       |                        |        |       |       |        |         |           |        |              |
| 1991–92 | 5  | 12    | 2. Bundesliga (Süd)    | II     | 32    | 12    | 9      | 11      | 39–36     | 33     | 1e ronde     |
| 1992–93 | 8  | 24    | 2. Bundesliga          | II     | 46    | 19    | 12     | 15      | 66–59     | 50     | kwartfinale  |
| 1993–94 | 17 | 20    | 2. Bundesliga          | II     | 38    | 9     | 16     | 13      | 38–41     | 34     | kwartfinale  |
| 1994–95 | 1  | 18    | Regionalliga (Nordost) | III    | 34    | 23    | 8      | 3       | 74–17     | 54     | 1e ronde     |
| 1995–96 | 6  | 18    | 2. Bundesliga          | II     | 34    | 13    | 9      | 12      | 49–54     | 48     | 2e ronde     |
| 1996–97 | 12 | 18    | 2. Bundesliga          | II     | 34    | 9     | 15     | 10      | 44–49     | 42     | 1e ronde     |
| 1997–98 | 16 | 18    | 2. Bundesliga          | II     | 34    | 8     | 9      | 17      | 39–61     | 33     | kwartfinale  |
| 1998–99 | 9  | 18    | Regionalliga (Nordost) | III    | 34    | 13    | 9      | 12      | 36–38     | 48     | 2e ronde     |
| 1999–00 | 4  | 18    | Regionalliga (Nordost) | III    | 34    | 16    | 10     | 8       | 53–35     | 58     | voorronde    |
| 2000–01 | 18 | 18    | Regionalliga (Süd)     | III    | 34    | 7     | 9      | 19      | 39–57     | 29     | --           |
| 2001–02 | 3  | 18    | Oberliga Nordost (Süd) | IV     | 32    | 22    | 5      | 5       | 79–24     | 71     | --           |
| 2002–03 | 2  | 18    | Oberliga Nordost (Süd) | IV     | 34    | 26    | 4      | 4       | 87–22     | 82     | --           |
| 2003–04 | 2  | 17    | Oberliga Nordost (Süd) | IV     | 30    | 20    | 8      | 2       | 67–18     | 68     | --           |
| 2004–05 | 1  | 18    | Oberliga Nordost (Süd) | IV     | 34    | 28    | 3      | 3       | 108–23    | 87     | 1e ronde     |
| 2005–06 | 2  | 19    | Regionalliga (Nord)    | III    | 36    | 22    | 6      | 8       | 58–32     | 72     | --           |
| 2006–07 | 13 | 18    | 2. Bundesliga          | II     | 34    | 9     | 11     | 14      | 40–56     | 38     | 1e ronde     |
| 2007–08 | 18 | 18    | 2. Bundesliga          | II     | 34    | 6     | 11     | 17      | 45–68     | 29     | halve finale |
| 2008–09 | 16 | 20    | 3. Liga                | III    | 38    | 10    | 11     | 17      | 41–59     | 41     | 8e finale    |
| 2009–10 | 9  | 20    | 3. Liga                | III    | 38    | 16    | 12     | 10      | 54–44     | 60     | --           |
| 2010–11 | 15 | 20    | 3. Liga                | III    | 38    | 11    | 11     | 16      | 43–62     | 44     | --           |
| 2011–12 | 18 | 20    | 3. Liga                | III    | 38    | 9     | 12     | 17      | 39–59     | 39     | --           |
| 2012–13 | 2  | 16    | Regionalliga (Nordost) | IV     | 30    | 16    | 10     | 4       | 54–28     | 58     | 1e ronde     |
| 2013–14 | 3  | 16    | Regionalliga (Nordost) | IV     | 30    | 15    | 7      | 8       | 54–39     | 52     | --           |
| 2014–15 | 4  | 16    | Regionalliga (Nordost) | IV     | 28    | 12    | 9      | 7       | 46–38     | 45     | 1e ronde     |
| 2015–16 | 7  | 18    | Regionalliga (Nordost) | IV     | 34    | 15    | 8      | 11      | 43–33     | 53     | 2e ronde     |
| 2016–17 | 1  | 18    | Regionalliga (Nordost) | IV     | 34    | 23    | 6      | 5       | 68–25     | 75     | 1e ronde     |
| 2017–18 | 11 | 20    | 3. Liga                | III    | 38    | 14    | 10     | 14      | 49-59     | 52     | --           |
| 2018–19 | 14 | 20    | 3. Liga                | III    | 38    | 11    | 13     | 14      | 48-57     | 46     | 1e ronde     |
| 2019–20 | 20 | 20    | 3. Liga                | III    | 38    | 5     | 8      | 25      | 40-85     | 23     | --           |
| 2020–21 | 4  | 20    | Regionalliga (Nordost) | IV     | 12    | 6     | 3      | 3       | 24–16     | 21     | 1e ronde     |
| 2021–22 | 2  | 20    | Regionalliga (Nordost) | IV     | 38    | 23    | 7      | 8       | 71–35     | 76     | 1e ronde     |
| 2022–23 | 2  | 18    | Regionalliga (Nordost) | IV     | 34    | 17    | 12     | 5       | 59–22     | 63     | 1e ronde     |
| 2023–24 | 7  | 18    | Regionalliga (Nordost) | IV     | 34    | 14    | 11     | 9       | 59–44     | 53     | 1e ronde     |
| 2024–25 | 5  | 18    | Regionalliga (Nordost) | IV     | 34    | 17    | 7      | 10      | 71–45     | 58     | 1e ronde     |

## Naamsveranderingen
- 1903 - Fußball-Club der Firma Carl Zeiss
- 1911 - Fußball-Club Carl Zeiss Jena e.V
- 1917 - 1. Sportverein Jena e.V.
- 1946 - SG Ernst Abbe Jena
- 1948 - SG Stadion Jena
- 1949 - SG Schott Jena
- 1950 - BSG Chemie Jena
- 1951 - BSG Motor Jena
- 1954 - SC Motor Jena
- 1966 - FC Carl Zeiss Jena

## Europese wedstrijden
FC Carl Zeiss Jena speelt sinds 1968 in diverse Europese competities. Hieronder staan de competities en in welke seizoenen de club deelnam:
- Europacup I (2x)

1968/69, 1970/71
- Europacup II (5x)

1961/62, 1972/73, 1974/75, 1980/81, 1988/89
- UEFA Cup (10x)

1971/72, 1973/74, 1975/76, 1977/78, 1978/79, 1979/80, 1981/82, 1982/83, 1983/84, 1986/87
- Jaarbeursstedenbeker (1x)

1969/70

## Bekende (oud-)spelers
- Wolfgang Blochwitz
- Jo Coppens
- Robert Enke
- Lothar Kurbjuweit
- Leen van Steensel

- Quido Lanzaat
- Orlando Smeekes
- Rüdiger Schnuphase

- Michael Strempel
- Eberhard Vogel
- Tobias Werner

### Internationals
De navolgende voetballers kwamen als speler van FC Carl Zeiss Jena uit voor een Europees vertegenwoordigend A-elftal. Tot op heden is Konrad Weise degene met de meeste interlands achter zijn naam. Hij kwam als speler van FC Carl Zeiss Jena in totaal 86 keer uit voor het Oost-Duitse nationale elftal.
| Naam                   | Van        | Tot        | Totaal | Nationaal elftal               |
| ---------------------- | ---------- | ---------- | ------ | ------------------------------ |
| Michael Strempel       | 16.05.1970 | 16.10.1971 | 15     | Duitse Democratische Republiek |
| Eberhard Vogel         | 06.09.1970 | 21.04.1976 | 43     | Duitse Democratische Republiek |
| Harald Irmscher        | 20.10.1968 | 30.10.1974 | 32     | Duitse Democratische Republiek |
| Kostas Haralambidis    | 22.08.2007 | 21.11.2007 | 5      | Cyprus                         |
| Lutz Lindemann         | 07.09.1977 | 15.10.1980 | 21     | Duitse Democratische Republiek |
| Gert Brauer            | 26.09.1979 | 07.05.1980 | 4      | Duitse Democratische Republiek |
| Helmut Stein           | 29.03.1969 | 03.11.1973 | 20     | Duitse Democratische Republiek |
| Stefan Böger           | 11.04.1990 | 12.09.1990 | 4      | Duitse Democratische Republiek |
| Henry Lesser           | 14.02.1986 | 08.04.1986 | 4      | Duitse Democratische Republiek |
| Hans-Ulrich Grapenthin | 31.07.1975 | 10.10.1981 | 21     | Duitse Democratische Republiek |
| Wolfgang Blochwitz     | 04.09.1966 | 26.02.1974 | 19     | Duitse Democratische Republiek |
| Vasil Khamutowski      | 26.03.2008 | 26.03.2008 | 1      | Wit-Rusland                    |
| Andreas Bielau         | 19.04.1981 | 16.10.1985 | 9      | Duitse Democratische Republiek |
| Oļegs Karavajevs       | 07.09.1994 | 08.03.1995 | 4      | Letland                        |
| Micheil Asjvetia       | 07.02.2007 | 07.02.2007 | 1      | Georgië                        |
| Rüdiger Schnuphase     | 27.04.1977 | 12.10.1983 | 36     | Duitse Democratische Republiek |
| Lothar Kurbjuweit      | 26.07.1970 | 10.10.1981 | 65     | Duitse Democratische Republiek |
| Karl Schnieke          | 26.10.1952 | 24.10.1954 | 3      | Duitse Democratische Republiek |
| Rainer Schlutter       | 26.07.1970 | 09.05.1971 | 5      | Duitse Democratische Republiek |
| Harald Fritzsche       | 16.05.1962 | 23.02.1964 | 8      | Duitse Democratische Republiek |
| Martin Trocha          | 07.05.1980 | 22.09.1982 | 8      | Duitse Democratische Republiek |
| Willy Krauß            | 26.03.1911 | 14.04.1912 | 2      | Duitsland                      |
| Heinz Hergert          | 16.12.1962 | 16.12.1962 | 1      | Duitse Democratische Republiek |
| André Schembri         | 20.08.2008 | 10.06.2009 | 10     | Malta                          |
| Andreas Krause         | 11.11.1981 | 08.05.1985 | 4      | Duitse Democratische Republiek |
| Giorgi Lomaia          | 07.02.2007 | 06.06.2007 | 5      | Georgië                        |
| Bernd Bransch          | 26.09.1973 | 03.07.1974 | 16     | Duitse Democratische Republiek |
| Jürgen Werner          | 06.09.1970 | 06.09.1970 | 1      | Duitse Democratische Republiek |
| Peter Rock             | 06.12.1967 | 02.02.1971 | 11     | Duitse Democratische Republiek |
| Ilia Kandelaki         | 12.09.2007 | 17.10.2007 | 2      | Georgië                        |
| Konrad Weise           | 26.07.1970 | 10.10.1981 | 86     | Duitse Democratische Republiek |
| Jürgen Raab            | 10.02.1982 | 19.10.1988 | 20     | Duitse Democratische Republiek |
| Udo Preuße             | 26.07.1970 | 26.07.1970 | 1      | Duitse Democratische Republiek |
| Mario Röser            | 13.04.1988 | 13.04.1988 | 1      | Duitse Democratische Republiek |
| Roland Ducke           | 14.09.1958 | 11.10.1967 | 37     | Duitse Democratische Republiek |
| Peter Ducke            | 30.10.1960 | 19.11.1975 | 68     | Duitse Democratische Republiek |
| Heiko Peschke          | 28.03.1990 | 12.09.1990 | 5      | Duitse Democratische Republiek |
| Dragutin Čelić         | 25.06.1993 | 25.06.1993 | 1      | Kroatië                        |
| Helmut Müller          | 27.10.1957 | 14.10.1962 | 13     | Duitse Democratische Republiek |
| Georg Buschner         | 26.09.1954 | 27.10.1957 | 6      | Duitse Democratische Republiek |
| Siegfried Woitzat      | 22.10.1961 | 22.10.1961 | 1      | Duitse Democratische Republiek |
| Perry Bräutigam        | 25.10.1989 | 17.05.1990 | 3      | Duitse Democratische Republiek |